# 陳皮梅 (粵劇演員)
陳皮梅（1908年—1993年)，原名胡淑英，1920-1930年代著名粵劇女文武生，有「女薛覺先」之稱，後得薛覺先正式收為徒弟，學習文場戲；武場戲則向白筱樓學習。陳皮梅是粵劇坤班「鏡花艷影」的文武生，與胡蝶影、關影憐、倩影儂、譚蘭卿、任劍輝等在廣州市大新公司天臺演出。陳皮梅曾與黃曼梨、黎灼灼、李倩蘋、徐意、甘露、鄭文霞、李月清、馬笑英、容玉意、黎雯、高偉蘭結義金蘭組成「十二金釵」。
- 1934年8月4日，星期六循中國俗例過大禮，與廣東省南海縣署當職，姓『林』年齡四十多歲官員訂婚，1934年8月9日，星期四出閣作為他喪妻後續娶的繼室[1]。

- 1981年10月到香港探望年邁的母親，留港的兩個月期間，曾把薛覺先的名劇《前程萬里》主題曲的一幕大戲，自己的《平貴別窯》依古老排場傳授給潘鴻昭及潘佩璇，教導大鑼大鼓、唱霸腔、耍馬鞭、跳大架、走四門等功架。1981年11月22日返回美國料理店務[2]。

- 1984年6月到香港探望年邁的母親，留港的兩個月期間，把從張學鎏學到的小武工架及首本戲《鳳儀亭》古老排場呂布手持方天戟之身段臺步，傳授給潘鴻昭，給慈善義演之用，過去坤班(全女班)時代，陳皮梅在粵劇《鳳儀亭》裡，多飾演呂布；間中亦有飾演貂蟬。陳皮梅在1984年8月18日回美國[3]。

## 陳皮梅的家庭
- 陳皮梅的父親是胡翌垣，她是第二位女兒[1]。
- 1934年夏季曾經首次結婚，下嫁姓『林』的官員為其繼室[1]。
- 女兒胡茄與她同居住在美國紐約。
- 在香港有母親（1980年代時90多歲）及兩位胞弟胡文棨、胡文禎。
- 胞姊陳皮鴨是著名粵劇丑生。

## 外部連結
- 香港電影資料館：陳皮梅參演電影的記錄[永久]
- 陳皮梅在香港影庫上的簡介